# Love Lee
"Love Lee"는 한국 음악 듀오 AKMU의 세 번째 EP인 Love Episode에 수록된 노래이다. 2023년 8월 21일 YG엔터테인먼트를 통해 B-사이드 "후라이의 꿈"과 함께 싱글로 발매되었다. 2021년 EP 《NEXT EPISODE》 이후 약 2년 만에 선보이는 신곡으로 써클 디지털 차트에서 1위로 데뷔해 AKMU의 8번째 1위 싱글이 되었고 이후 6주동안 차트 1위를 지켰다.
2023년 한국대중음악상 최우수 팝 노래 부문을 수상했다.

## 배경 및 구성
YG엔터테인먼트는 2023년 8월 9일 "AKMU Is Coming"이라는 제목의 모바일 폰 화면에 펼쳐지는 상큼한 핑크색 도시 속 수현의 큐피드 캐릭터가 수현은 찬혁이 있는 곳으로 다가가며 그 동선은 하트 모양으로 이어지는 짧은 영상을 업로드하며 21일에 발매될 신곡을 알렸다. 다음날, 두 사람은 컬러풀한 의상과 발라클라바를 두른 남매가 렌즈를 응시하는 모습이 담긴 포스터를 공개하며, 새 싱글 'Love Lee'를 공개했다. 2014년 AKMU 콘서트 투어에서 공연되었던 미발매곡 "후라이의 꿈"도 팬들의 요청으로 싱글 B면에 포함되었다.

## 뮤직비디오 및 프로모션
"Love Lee"의 뮤직 비디오는 2023년 8월 21일에 싱글 발매와 동시에 공개되었다. 뮤직비디오에는 수현이 큐피드로 등장해 찬혁의 결혼 제안을 돕는 모습이 담겼다. AKMU는 엠카운트다운, 쇼! 음악중심인기가요, 그리고 더 시즌스등 다양한 음악 방송에서 이 곡을 선보였다.

## 수상 내역
| 시상식                  | 년도 | 상                        | 결과 | 각주   |
| ----------------------- | ---- | ------------------------- | ---- | ------ |
| 엠넷 아시안 뮤직 어워드 | 2023 | 송 오브 더 이어           | 후보 | [ 14 ] |
| 엠넷 아시안 뮤직 어워드 | 2023 | 베스트 보컬 퍼포먼스 그룹 | 수상 | [ 15 ] |

| 프로그램     | 날짜             | 각주   |
| ------------ | ---------------- | ------ |
| 쇼! 음악중심 | 2023년 9월 16일  | [ 16 ] |
| 쇼! 음악중심 | 2023년 9월 23일  | [ 17 ] |
| SBS 인기가요 | 2023년 9월 17일  | [ 18 ] |
| SBS 인기가요 | 2023년 10월 15일 | [ 19 ] |
| SBS 인기가요 | 2023년 10월 22일 | [ 20 ] |

## 트랙 목록
모든 트랙은 이찬혁이 직접 작사하고 프로듀싱을 맡았다.
| #            | 제목            | 작곡                 | 재생 시간 |
| ------------ | --------------- | -------------------- | --------- |
| 1.           | 〈Love Lee〉    | 이찬혁 밀레니엄 시황 | 2:59      |
| 2.           | 〈후라이의 꿈〉 | 이찬혁 Rovin         | 3:24      |
| 총 재생 시간 | 총 재생 시간    | 총 재생 시간         | 6:24      |

## 참여
참여 음악인
- 이찬혁 – 보컬, 작사, 작곡, 프로듀서
- 이수현 – 보컬
- 밀레니엄 - 구성
- 시황 - 작곡
- 이경준 – 녹음
- 신성권 – 녹음
- 이지훈 - 녹음
- 방대형 - 녹음
- 남정우 - 녹음
- 제이슨 로버츠 – 믹싱
- Chris Gehringer – 마스터링

제작 장소
- YG 스튜디오 (서울) – 녹음
- TheLab (캘리포니아주 로스앤젤레스) – 믹싱
- Sterling Sound (뉴욕주 뉴욕시) – 마스터링

## 차트
| 차트 (2023)                      | 최고 순위 |
| -------------------------------- | --------- |
| 글로벌 200 (빌보드)              | 91        |
| Japan Heatseekers (빌보드 일본)  | 4         |
| 일본 스트리밍 차트 (빌보드 일본) | 99        |
| 대한민국 (써클)                  | 1         |

| 차트 (2023)     | 순위 |
| --------------- | ---- |
| 대한민국 (써클) | 1    |

| 차트 (2023)     | 순위 |
| --------------- | ---- |
| 대한민국 (써클) | 32   |